# Emléktáblák Eleken
Elek szócikkhez kapcsolódó képgaléria, mely helyi, országos vagy nemzetközi hírű személyekkel, valamint épületekkel, műtárgyakkal, helynevekkel és eseményekkel összefüggő emléktáblákat tartalmaz.

## Galéria

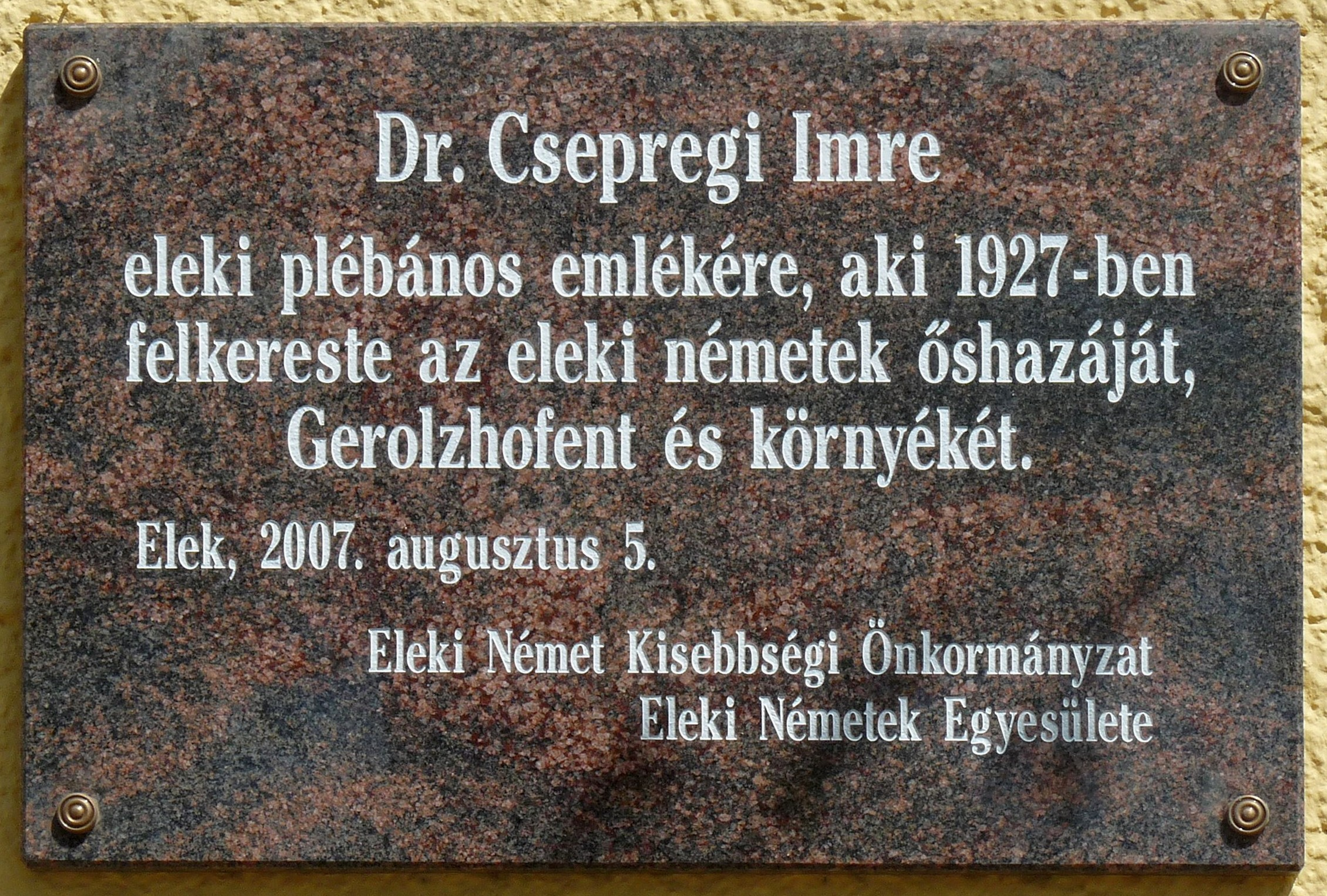
Csepregi Imre, Kétegyházi út 2.
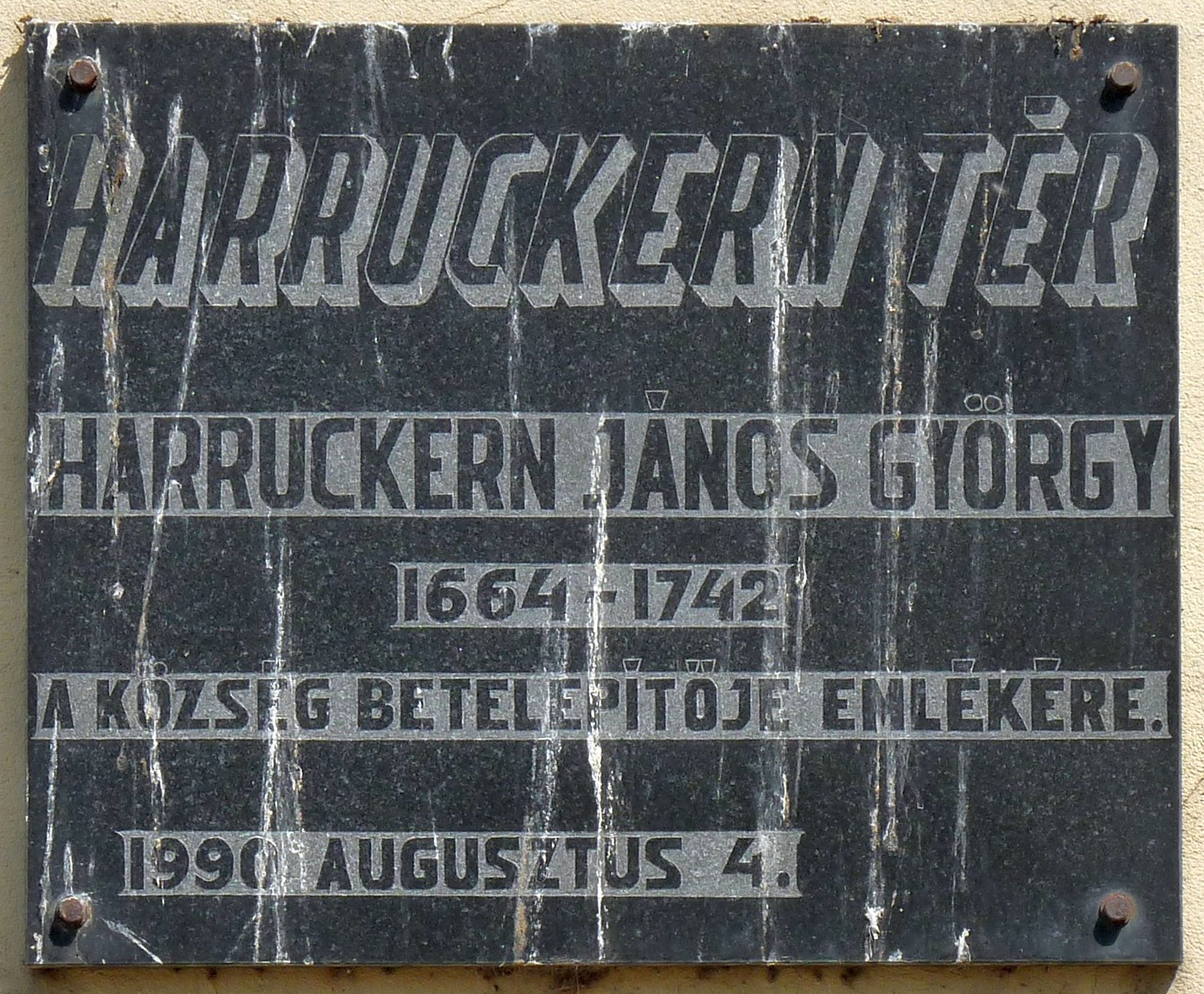
Harruckern János György, Harruckern tér
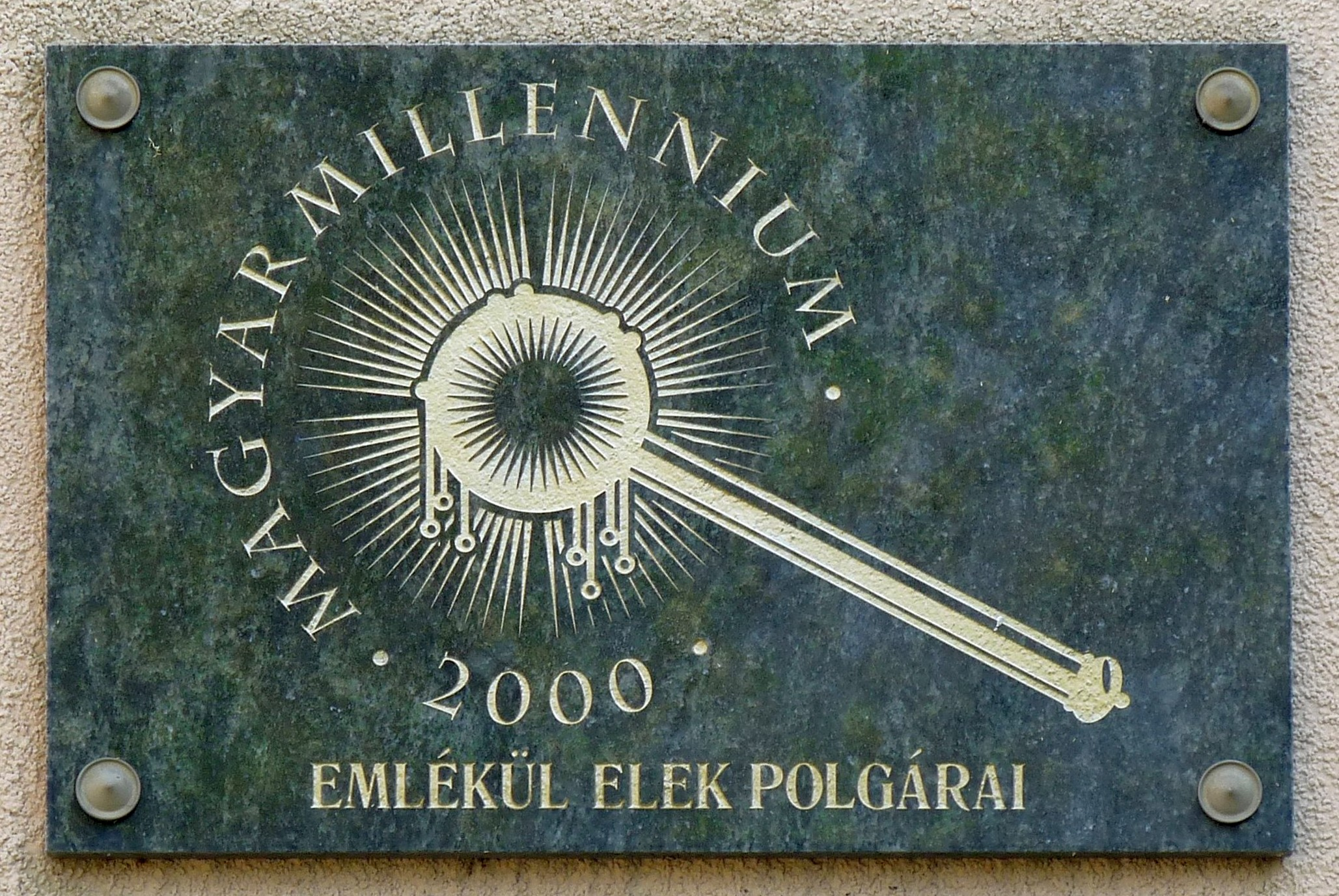
magyar millennium, Szent István utca 4.
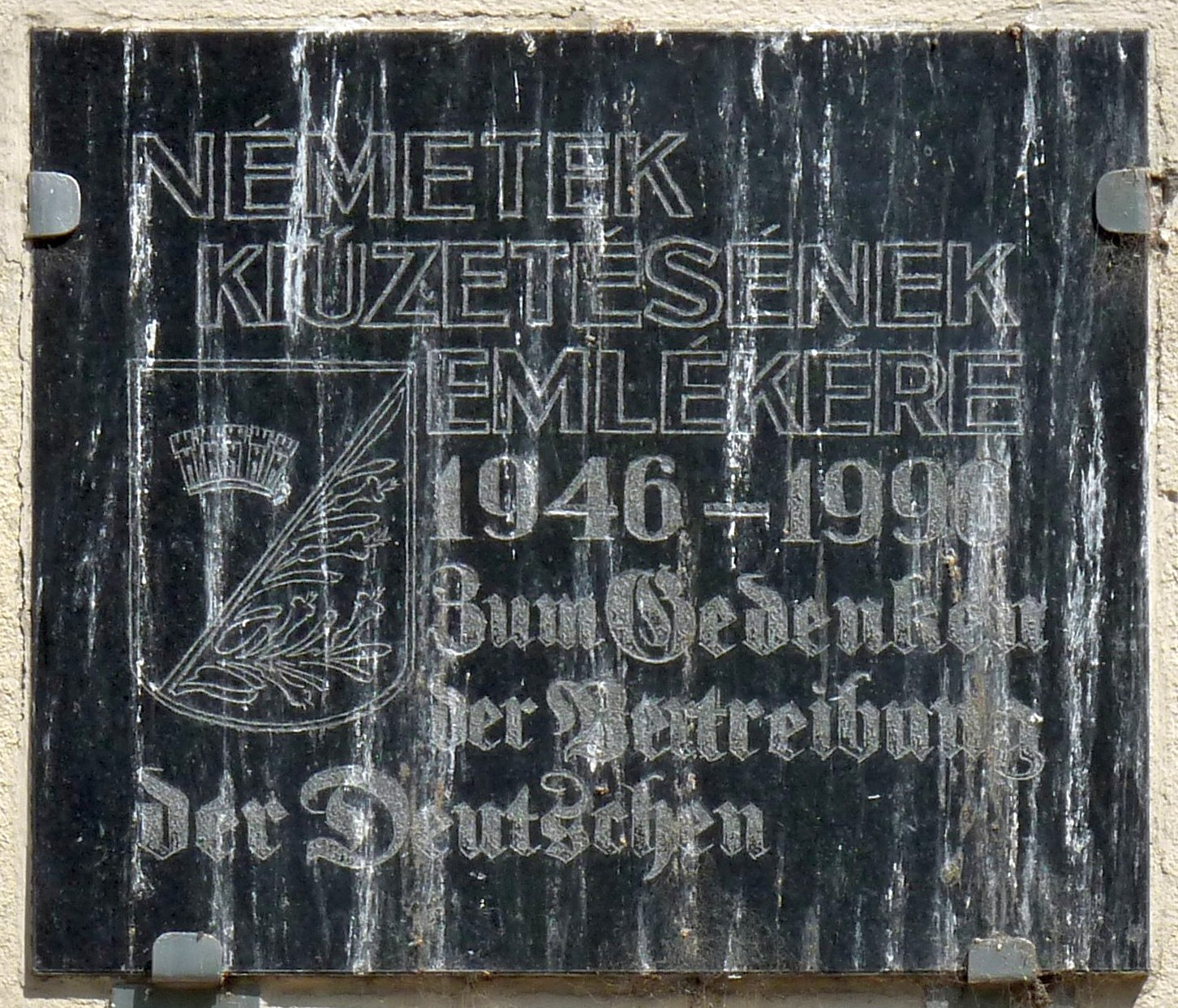
a németek kitelepítése, Harruckern tér
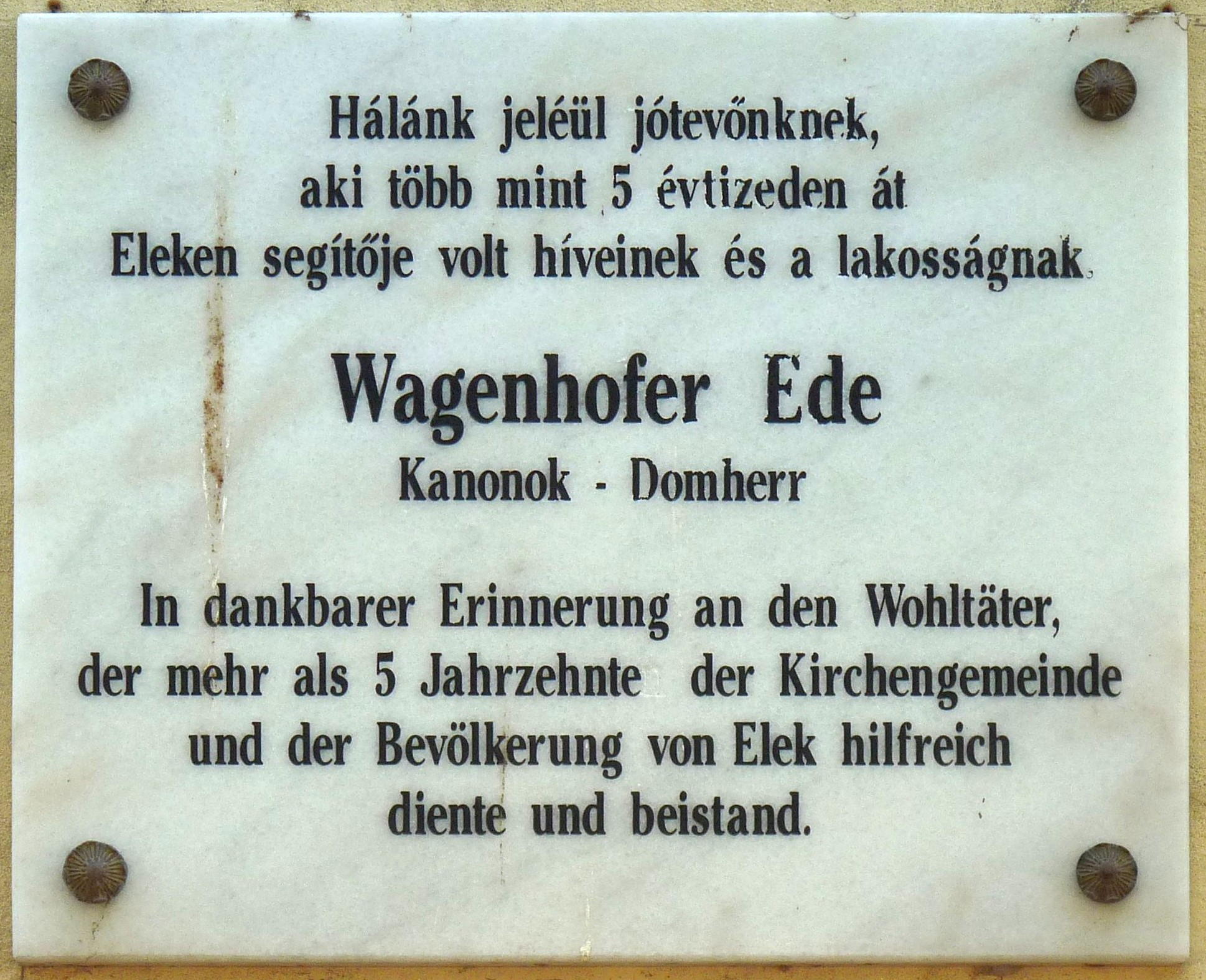
Wagenhofer Ede, Gyulai út 1.

## Utcaindex
| Gyulai út (1.) Wagenhofer Ede Harruckern tér (–) A németek kitelepítése, Harruckern János György Kétegyházi út (2.) Csepregi Imre Szent István utca (4.) magyar millennium |

- A Wikimédia Commons tartalmaz Emléktáblák Eleken témájú kategóriát.